# Marvin Elliott
Marvin Conrad Elliott (Wandsworth, Inglaterra, 15 de septiembre de 1984), futbolista jamaiquino, de origen inglés. Juega de volante y su actual equipo es el Bristol City, actualmente descendió a la Football League One de Inglaterra.

## Selección nacional
Ha sido internacional con la Selección de fútbol de Jamaica, ha jugado 4 partidos internacionales y ha anotado 1 gol.

## Clubes
| Club         | País       | Año       |
| ------------ | ---------- | --------- |
| Millwall FC  | Inglaterra | 2003-2007 |
| Bristol City | Inglaterra | 2007-     |